# Nižný Mirošov
Nižný Mirošov, russinisch Нижній Мирошів/Nyschnij Myroschiw (1927–1965 slowakisch „Nižnyj Mirošov“; ungarisch Alsómerse – bis 1907 Alsómiros[s]ó) ist eine Gemeinde im Nordosten der Slowakei mit 265 Einwohnern (Stand 31. Dezember 2024), die im Okres Svidník, einem Kreis des Prešovský kraj sowie in der traditionellen Landschaft Šariš liegt.

## Geographie

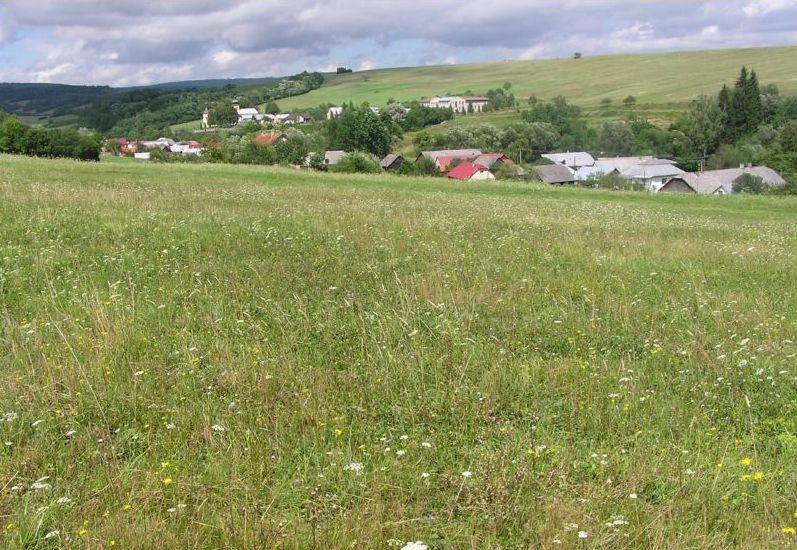
Nižný Mirošov

Die Gemeinde befindet sich in den Niederen Beskiden im Bergland Ondavská vrchovina, im Tal und am Unterlauf des Baches Mirošovec, kurz vor der Mündung in die Ondava. Das Ortszentrum liegt auf einer Höhe von 286 m n.m. und ist neun Kilometer von Svidník entfernt (Straßenentfernung).
Nachbargemeinden sind Vyšný Mirošov im Nordwesten und Norden, Roztoky im Nordosten, Vyšný Orlík im Osten und Südosten, Kurimka im Süden und Dubová im Westen.

## Geschichte

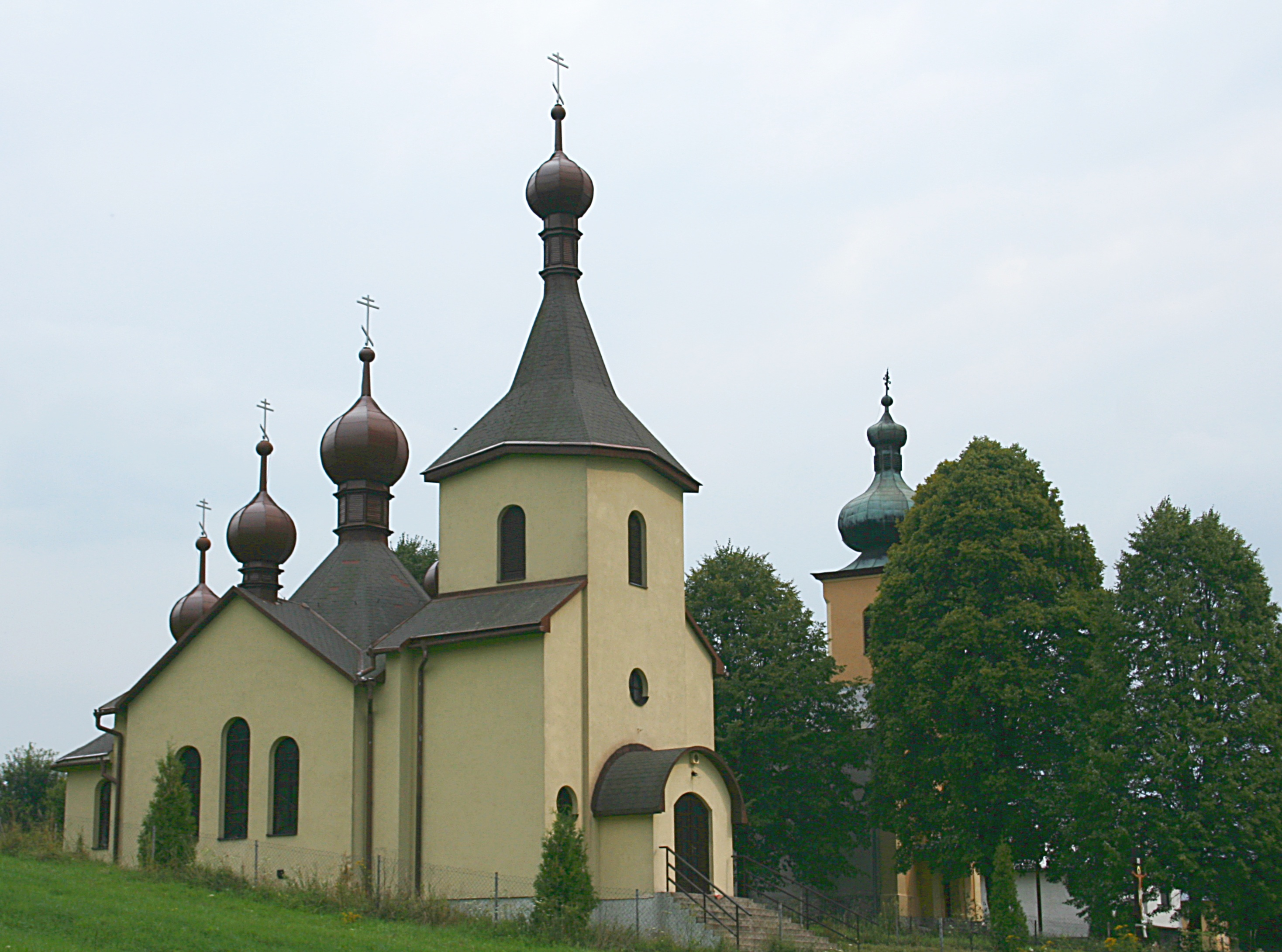
Kirchen im Ort

Nižný Mirošov wurde zum ersten Mal 1567 als Also Meraso schriftlich erwähnt und war Teil der Herrschaft von Makovica.
1787 hatte die Ortschaft 54 Häuser und 296 Einwohner, 1828 zählte man 47 Häuser und 356 Einwohner, die als Landwirte, Viehzüchter und landwirtschaftliche Saisonarbeiter beschäftigt waren, dazu gab es im 19. Jahrhundert einen Steinbruch. Gegen Mitte des 19. Jahrhunderts kam es zu einer beträchtlichen Auswanderung.
Bis 1918 gehörte der im Komitat Sáros liegende Ort zum Königreich Ungarn und kam danach zur Tschechoslowakei beziehungsweise heute Slowakei. In der Zeit der ersten tschechoslowakischen Republik waren die Einwohner als Landwirte und Waldarbeiter tätig, es gab jedoch auch bemerkenswerte Auswanderung. Im Zweiten Weltkrieg wurde der Ort schwer beschädigt.

## Bevölkerung
| Jahr                | 1994 | 2004     | 2014    | 2024    |
| ------------------- | ---- | -------- | ------- | ------- |
| Anzahl der Personen | 220  | 257      | 258     | 265     |
| Unterschied         |      | +16,81 % | +0,38 % | +2,71 % |

| Jahr                | 2023 | 2024    |
| ------------------- | ---- | ------- |
| Anzahl der Personen | 259  | 265     |
| Unterschied         |      | +2,31 % |

Gemäß der Volkszählung 2011 wohnten in Nižný Mirošov 245 Einwohner, davon 150 Slowaken, 70 Russinen, 12 Ukrainer, sieben Roma und zwei Tschechen. Fünf Einwohner machten keine Angabe zur Ethnie.
125 Einwohner bekannten sich zur orthodoxen Kirche, 55 Einwohner zur griechisch-katholischen Kirche, 30 Einwohner zur römisch-katholischen Kirche, acht Einwohner zu den Zeugen Jehovas und zwei Einwohner zur Evangelischen Kirche A. B. Ein Einwohner bekannte sich zu einer anderen Konfession, 19 Einwohner waren konfessionslos und bei sechs Einwohnern wurde die Konfession nicht ermittelt.

## Bauwerke
- griechisch-katholische Erzengel-Michael-Kirche aus dem Jahr 1926[6]
- orthodoxe Kirche Christi Himmelfahrt

## Verkehr
Durch Nižný Mirošov führt die Cesta I. triedy 77 („Straße 1. Ordnung“) zwischen Bardejov und Svidník. Im Ort zweigt die Cesta III. triedy 3554 („Straße 3. Ordnung“) Richtung Šarišské Čierne ab.